# 宮崎達也 (ラグビー選手)
宮崎 達也（みやざき たつや、1996年4月10日 - ）は、ジャパンラグビーリーグワン東京サントリーサンゴリアスに所属するラグビー選手。

## プロフィール
- 京都府出身。
- ポジションはフッカー(HO)。
- 身長 164 cm、体重 95 kg

## 来歴
小学3年生からラグビーを始めた。
2015年、伏見工業高校卒業後、京都産業大学に入る。
2020年、京都産業大学卒業後、宗像サニックスブルースに加入。
2022年2月12日に行われたJAPAN RUGBY LEAGUE ONE第4節江東ブルーシャークス戦にて途中出場で公式戦初出場を果たした。
2022年11月11日、東京サントリーサンゴリアスへの加入が発表された。